# Dicranota amatrix
Dicranota amatrix är en tvåvingeart som beskrevs av Alexander 1965. Dicranota amatrix ingår i släktet Dicranota och familjen hårögonharkrankar. Inga underarter finns listade i Catalogue of Life.